# Mouilleron-en-Pareds
Mouilleron-en-Pareds korábbi község Franciaország Loire mente régiójában, Vendée megyében. 2016. január 1-jén Saint-Germain-l’Aiguiller korábbi községgel egyesült és az így létrejött Mouilleron-Saint-Germain új község része lett.
Lakosainak száma 1388 fő (2018. január 1.).

## Népesség
A település népességének változása:
| Lakosok száma | 1306 | 1244 | 1191 | 1184 | 1177 | 1246 | 1364 | 1930 | 1372 | 1388 |
|               | 1962 | 1968 | 1975 | 1990 | 1999 | 2008 | 2013 | 2016 | 2017 | 2018 |